# Chaves County
Chaves County är ett administrativt område i delstaten New Mexico, USA. År 2010 hade countyt 65 645 invånare. Den administrativa huvudorten (county seat) är Roswell.

## Geografi
Enligt United States Census Bureau så har countyt en total area på 15 734 km². 15 724 km² av den arean är land och 10 km² är vatten.

### Angränsande countyn
- DeBaca County, New Mexico - nord
- Roosevelt County, New Mexico - nordöst
- Lea County, New Mexico - öst
- Eddy County, New Mexico - syd
- Otero County, New Mexico - sydväst

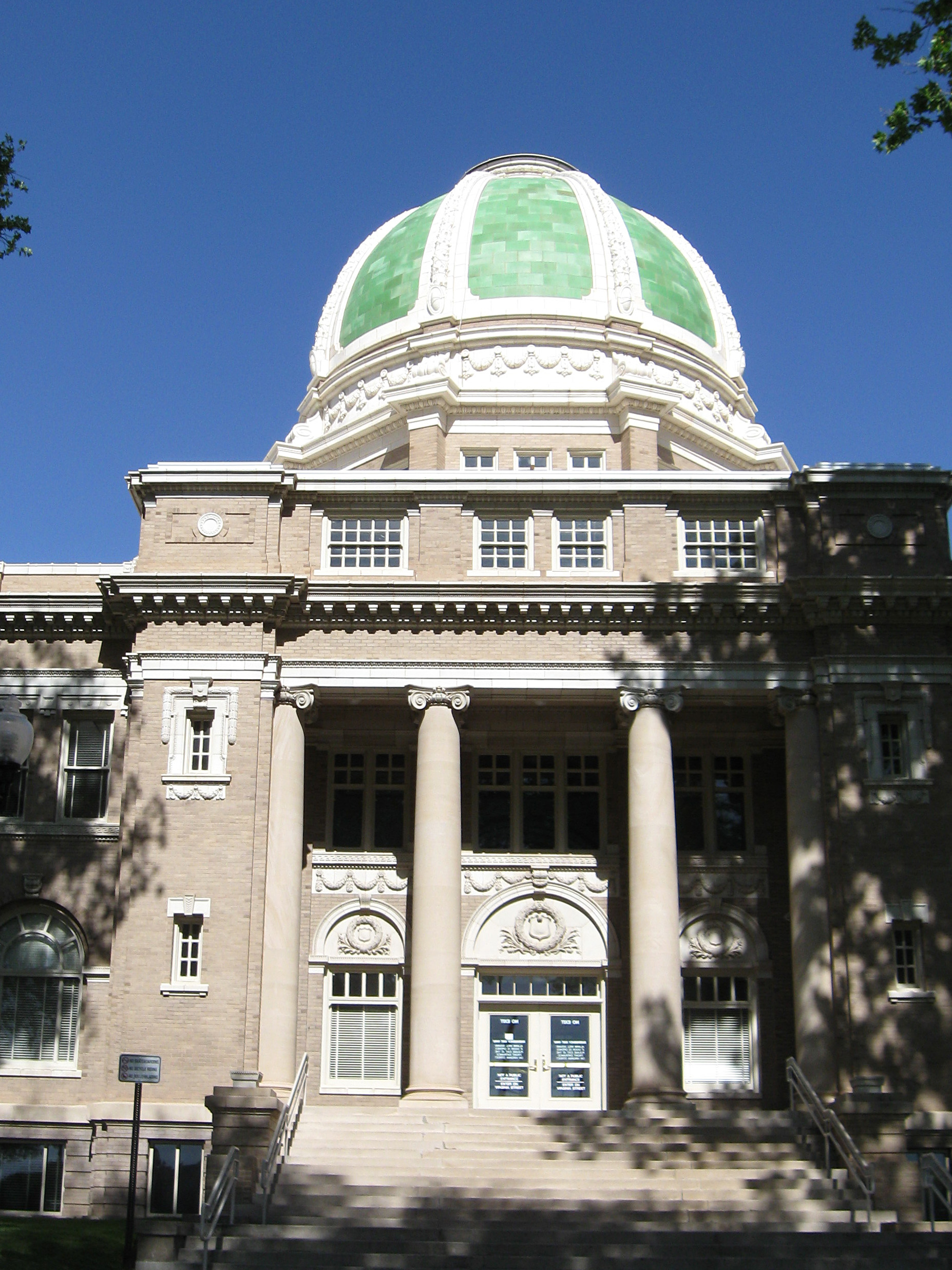
Chaves County Courthouse i Roswell.

- Lincoln County, New Mexico - väst